# Gara Verești
Gara Verești este o gară care deservește comuna Verești, județul Suceava, România.
Format:Lista stațiilor de pe Magistrala CFR 511